# コート＝ダルモール県
コート＝ダルモール県（コート＝ダルモールけん、フランス語:Côtes-d'Armor、ブルトン語:Aodoù an Arvor、ガロ語:departaman dé Caouwt' d’Armor）は、フランスのブルターニュ地域圏の県である。

## 地理
西をフィニステール県、南をモルビアン県、東をイル＝エ＝ヴィレーヌ県と接している。

## 歴史

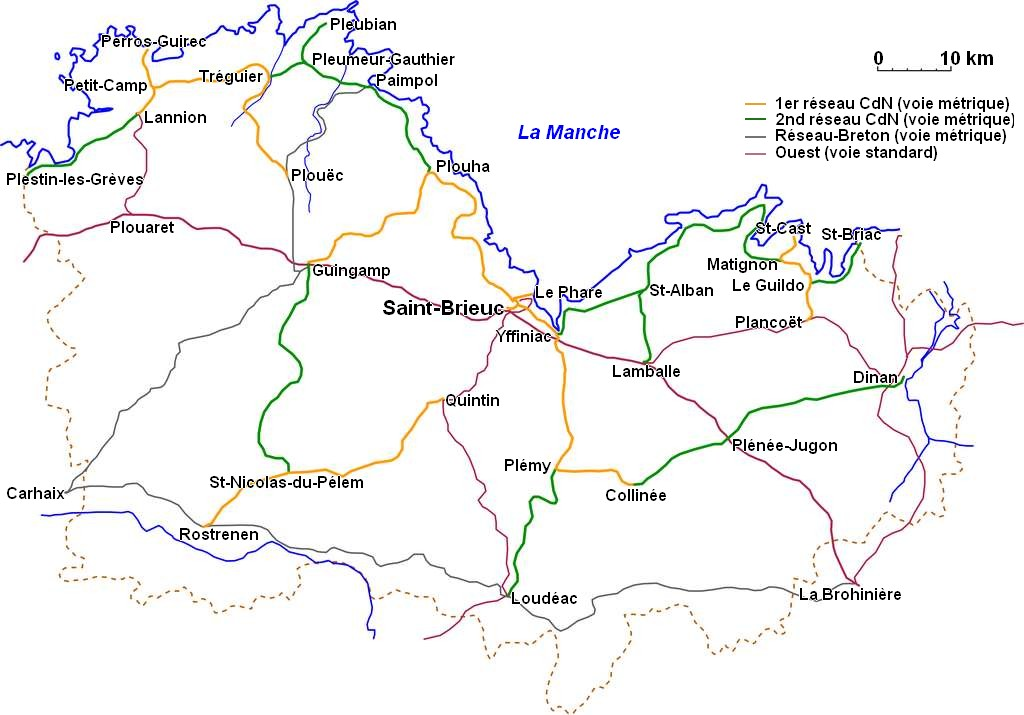
コート＝ダルモール県の地図

県名はローマ時代の旧地方アルモリカに由来する。アルモリカの古ブルトン語名がアルモル（Armor）となる（現代ブルトン語ではアルヴォルArvor）。アルモルは海を意味する。
ガロ語での県名に含まれているCaouwtとは、フランス語のCôtes（沿岸、海岸を意味する）である。
1790年3月4日、旧ブルターニュを分割してコート＝デュ＝ノール県（Côtes-du-Nord）として誕生した。カトリック教会の司教区上では、コルヌアイユ司教座とトレゴル司教座の東部、サン＝ブリユー司教座のほぼ全域（南端はモルビアン県に割譲）、サン・マロ司教区の北西部、ドル司教座西部のわずかな部分、ヴァンヌ司教座の北端から構成された。
世俗では、パンティエーヴル伯領とトレゴル伯領にコート＝デュ＝ノールは広がっていた。6世紀に消滅したドムノネ王国（ドゥムノニア）があった地域でもあった。
コート＝デュ＝ノール県の編成は議論が重ねられた。県の西部は、ブルターニュ北西部を再編してモルレーがその中心となることを望んだ。サン・マロ市は、サン＝ブリユーやレンヌを犠牲にして、自身を中心として県が編成されるよう求めた。しかし、この計画は他のブルターニュ諸都市代表らの賛同を得られなかった。
最終的に、コート＝デュ＝ノール県はランス川を県境とすることになった。サン・マロはイル＝エ＝ヴィレーヌ県に含まれることになり、ランス川左岸に面したいくつかのコミューンを獲得することはできなかった（左岸のコミューンはディナン郡で対処されることになった）。サン＝ブリユーは、より人口の多かった候補地カンタン（fr:Quintin）を退けて、郡庁所在地となった。
1990年2月27日、県名をコート＝ダルモールと改名した。改名の行われる30年近く前の1962年、コート＝ダルモールはコート＝デュ＝ノールよりさらに魅力があり、まさしく『海の国の海岸』（Côtes du pays de la mer）を意味すると、全体議会で好意的な意見が出されていた。

## 文化
コート＝ダルモール県は、東部のガロ語地域、トレゴルやゴエロ（fr:Goëlo、サン・ブリユー湾西岸地域）での方言で知られる西部のブルトン語地域とに分かれている。
今日、ブルトン人の多くが、失われてしまい限られた先祖の言語とわずかに失われた意味とを再び学ぼうと試みている。フランス語に加え、ガロ語とブルトン語はブルターニュの伝統的な言語であるが、現在は衰退傾向にある。ブルトン語は、ブルターニュの大部分、そしてフランス語との二言語学校を支持する多くのブルトン語話者の、激しい争点となった。東部で話されるガロ語も学校で教えられており、バカロレアの試験において言語として提示されている。
県内では1980年代から、二言語が表示された道路標識（フランス語とガロ語、フランス語とブルトン語の組み合わせ）が導入されている。

## 統計
2006年度調査で、県人口は約56万人であった。県庁所在地サン＝ブリユーは約85,000人（約12万人の都市圏を形成）、次いでランニオンが約48,000人、ディナンが約22,000人であった。
2006年度の出生率は、人口1000人に対して11.8人の割合であった。コート＝ダルモール県はモルビアン県より出生率が高いが、イル＝エ＝ヴィレーヌ県より低い。

## 経済
コート＝ダルモール県の経済活動の重要な一部分は、農業と農産品方面を向いている。養豚業の発展は顕著である。サン＝ブリユーに近いプレランの市場が、フランス国内における豚肉の第一の流通市場である。
県は7箇所の商業港、17箇所の漁港を持つ海の玄関口で、漁業も発展している。ホタテの宝庫で、これが漁業活動を特徴づけている。
コート＝ダルモール県は、2つの重要な科学技術の中心の恩恵を浴している。ランニオンを含むトレゴル地方の新設された科学技術及び電気通信団地であるアンティシパ（Anticipa）・テクノポール、動物研究及び生物学の分析を行う研究者・技術者700人を雇用するサン＝ブリユー＝プルフラガン・ゾーポールである。
県は観光が非常に盛んで、週末や休暇時に使用する別宅・別荘が主に沿岸部に数多くある。主な海岸リゾート地は、ペロス＝ギレック（fr:Perros-Guirec）、エルキ、プレヌフ＝ヴァランドレ（fr:Pléneuf-Val-André）、サン＝カス＝ル＝ギルド（fr:Saint-Cast-le-Guildo）、トレビュルラン（fr:Trébeurden）、トレガストル（fr:Trégastel）、サン＝カイ＝ポルトリュー（fr:Saint-Quay-Portrieux）などが挙げられる。

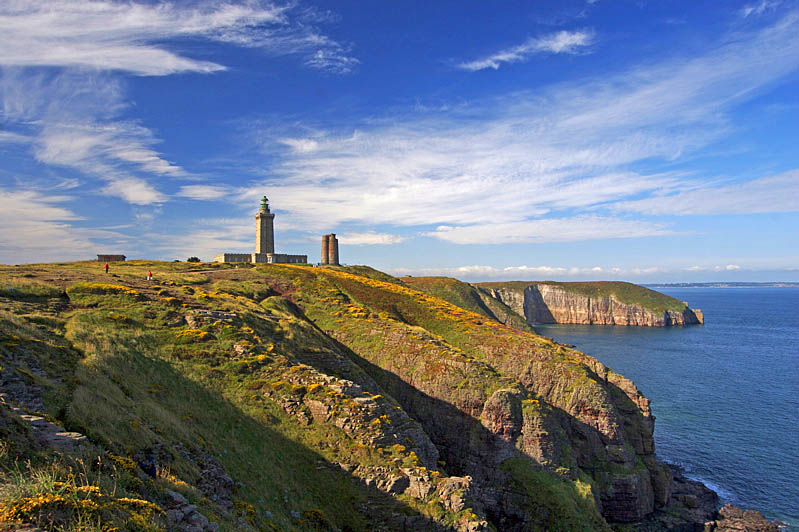
フレール岬
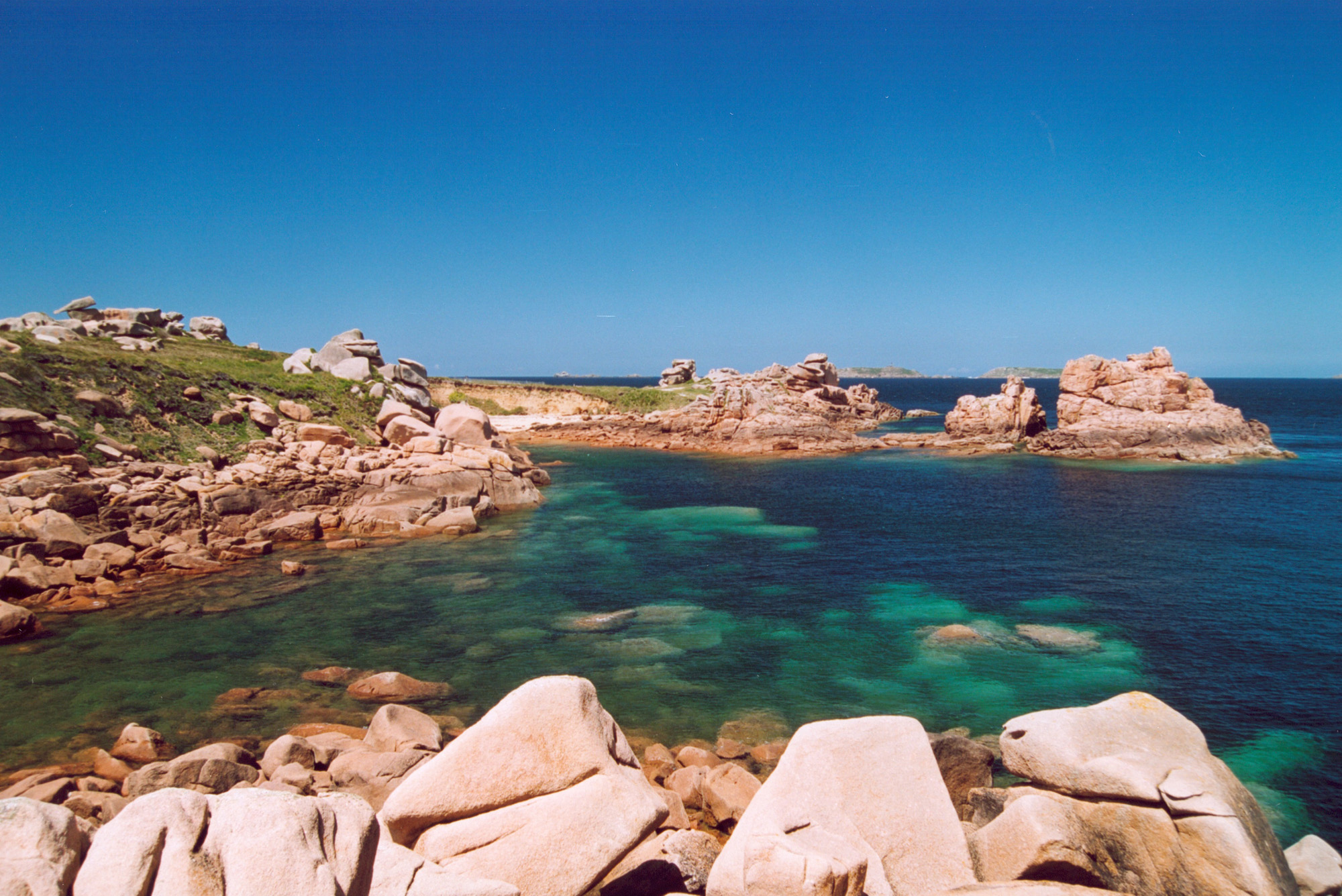
コート・ド・グラニ・ローズ（バラ色の花崗岩海岸）
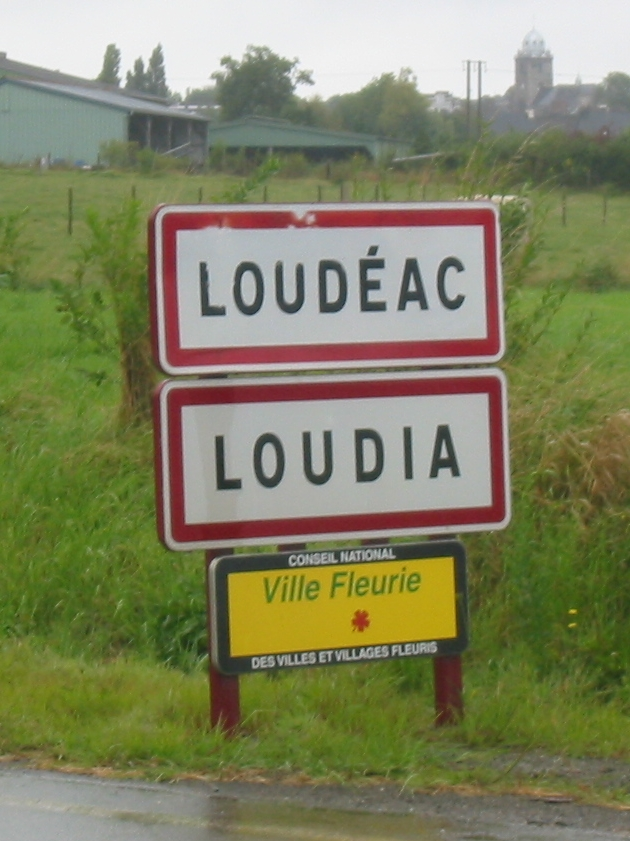
ルデアックの、ガロ語とフランス語が併記された標識
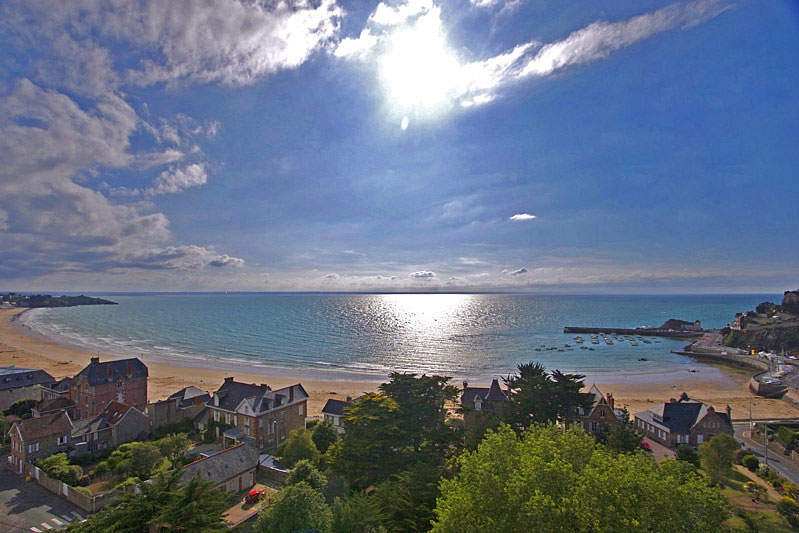
プレヌフ＝ヴァランドレ

## コミューン
- プルグレスカン
- パンヴェナン